# Unruhestifter (2005)
Unter dem deutschen Verleihtitel Unruhestifter wurde der Film Les amants réguliers des französischen Regisseurs Philippe Garrel aus dem Jahr 2005 veröffentlicht. Er basiert auf einem Originaldrehbuch von Garrel, Arlette Langmann und Marc Cholodenko und wurde von der Produktionsfirma Maïa Films in Zusammenarbeit u. a. mit ARTE produziert. Der Film hatte seine Weltpremiere am 3. September 2005 während der Internationalen Filmfestspiele von Venedig 2005.

## Handlung
Nachdem sie sich an der Studentenrevolte im Mai 1968 in Paris beteiligten, verschreibt sich eine Clique junger Pariser dem Leben der Bohème. In der Wohnung eines wohlhabenden Freundes entwickelt sich eine leidenschaftliche Beziehung zwischen dem jungen François und Lilie.
Garrel zeigt ein desillusionierendes Bild der 68er Generation: Studenten sitzen herum und rauchen Opium, faulenzen in ihren Wohnungen und führen ein uninteressantes Leben. Dennoch wird er der Vielschichtigkeit und Dynamik dieser Zeit gerecht, wenn er seine Protagonisten in ihrer teils nervigen, teils rührenden Lebensart beobachtet.

## Kritik
„Die klug durchdachte Milieu- und Gesellschaftsstudie beschwört in einfühlsamen Schwarz-Weiß-Bildern das Lebensgefühl der 1960er-Jahre. Der langsame Rhythmus hält den Zuschauer ein wenig auf Distanz, ermöglicht es ihm aber zugleich, sich in eine Epoche einzufühlen, in der gesellschaftliche Grenzen niedergerissen wurden und alles machbar schien.“

## Auszeichnungen
Philippe Garrel wurde für Unruhestifter auf den 62. Filmfestspielen von Venedig im Jahr 2005 mit dem Silbernen Löwen für die beste Regie ausgezeichnet. Im selben Jahr erhielt er auch den renommierten Louis-Delluc-Preis. Der Hauptdarsteller Louis Garrel erhielt bei den Césars 2006 den Preis als bester Nachwuchsdarsteller. Im Rahmen des Europäischen Filmpreises erhielt Philippe Garrel für den Film außerdem 2006 den Europäischen FIPRESCI-Preis.